# Dawn Fraser
Dawn Lorraine Fraser, född 4 september 1937 i Balmain i New South Wales, är en australisk före detta simmare.
Fraser blev olympisk guldmedaljör på 100 meter frisim vid sommarspelen 1956 i Melbourne.
Hon var en av fackelbärarna vid invigningen av Olympiska sommarspelen 2000.